# Нильссон, Расмус
Ра́смус Ни́льссон (фар. Rasmus Nilsson; род. 21 октября 2002 года в Копенгагене, Дания) — фарерский футболист, вратарь клуба «Б68».

## Карьера
Расмус начинал карьеру в клубе «АБ» из Гладаксе. В сезоне 2018/19 он выступал за юношескую команду «СБ». В 2019 году вратарь перебрался в «Видовре». Первые 2 сезона он провёл в юношеской команды, после чего был переведён во взрослую, где тоже числился 2 сезона, однако ни разу не сыграл за неё. Летом 2023 года Расмус стал игроком «Фрема». В этой команде состоялся его дебют во взрослом футболе: 9 августа он целиком отыграл матч первого раунда Кубка Дании против «Нестведа» и пропустил 1 гол, стоивший «Фрему» выхода в следующую стадию турнира. В период выступлений в Дании Расмус привлекался к играм юношеской и молодёжной сборных Фарерских островов, но не принял участия ни в одной международной встрече.
Зимой 2024 года вратарь приехал на свою историческую родину и заключил годичный контракт с клубом «ХБ». Он был вторым вратарём «красно-чёрных», в то время как основным голкипером клуба продолжал оставаться его капитан Тайтур Джестссон. 10 августа Расмус впервые сыграл за «ХБ» в фарерской премьер-лиге и не пропустил ни одного гола в матче с «ЭБ/Стреймур». Всего он отыграл 3 встречи в рамках первенства архипелага, пропустив 5 голов, а также 1 кубковую игру, где пропустил 1 мяч.
В начале 2025 года Джестссон завершил карьеру, однако Расмус не стал продлевать контракт с «ХБ» и перешёл в тофтирский «Б68».

## Достижения
«ХБ»
- Обладатель Кубка Фарерских островов (1): 2024

## Личная жизнь
Старший единоутробный брат Расмуса, Якоб Хаугор (род. 1992) — тоже футбольный вратарь.